# 필그리미지
《필그리미지》(영어: Pilgrimage)는 2017년 개봉된 아일랜드의 중세 스릴러 영화이다. 13세기 아일랜드의 수도승들이 신성한 유물을 위험을 헤치고 옮기는 과정을 그리고 있다. 영화는 2015년 4월 촬영이 시작 되었다. 촬영지로는 아일랜드의 서부 해안 연안과 벨기에 아르덴의에서 이뤄졌다.
이 영화는 2017년 4월 23일 트라이베카 영화제에서 뷰포인트 부문에 초청 되어 초연 되었다.

## 출연

### 주연
- 톰 홀랜드 - 다아뮈드 역
- 존 번탈 - 벙어리 역
- 스탠리 아미타지 - 레이몬드 역

### 조연
- 스탠리 웨버 - 제랄도 역
- 존 린치 - 시아란 역
- 휴 오코너 - 카할 역
- 루에드리 콘로이 - 루아 역
- 에릭 고돈 - 바돈 역
- 니코스 카라샤노스 - 성 마티아 역

## 기타
- 라인프로듀서: 패트릭 오도노휴
- 협력프로듀서: 필립 로기
- 협력프로듀서: 알렉스 버바에르
- 미술: 오웬 파워
- 세트: 다라 핸드
- 의상: 레오니 펜더개스트
- 배역: 다니엘 허버드